# Tratado de Capdepera
El Tratado de Capdepera fue un acuerdo firmado entre el rey Jaime I de Aragón y Abu’Abd Allah Muhammad, el cadí musulmán de la isla de Menorca, el 17 de junio de 1231, en la actual localidad mallorquina de Capdepera. Se llevó a cabo en el Castillo de Capdepera, dentro de la conocida como «Torre den Nunis», permitiendo que la isla de Menorca continuase bajo poder musulmán, pero sometida al rey aragonés mediante el pago de un tributo. Tras haber conquistado Mallorca, Jaime I desestimó una invasión a la isla vecina por necesitar las fuerzas para la conquista de Valencia, por lo que recurrió a una estratagema de disuasión. Ordenó encender grandes hogueras en la localidad que podían ser divisadas desde Menorca, de modo que los musulmanes que la habitaban creyesen que ahí había un gran ejército preparado para invadirlos. El comité encargado de acudir a Menorca a parlamentar estuvo formado por el maestre de la orden del Temple, Fray Ramón de Serra, el caballero Bernardo de Santa Eugenia y Pero Masa, señor de Sangarrén.